# جون غوتو
جون غوتو (بالإنجليزية: John Goto)‏ هو فنان وأستاذ جامعي ومصور بريطاني، ولد في 1949 في ستوكبورت في المملكة المتحدة.